# Шотландия навеки!
«Шотландия навеки!» (англ. Scotland Forever!) — картина британской художницы-баталистки Элизабет Томпсон, написанная в 1881 году. Находится в Художественной галерее Лидса в Великобритании. На полотне изображено начало атаки «шотландских серых», британского тяжёлого кавалерийского полка, в битве при Ватерлоо в 1815 году. Картина многократно воспроизводилась и считается символическим изображением самой битвы и героизма в целом.

## Сюжет и описание

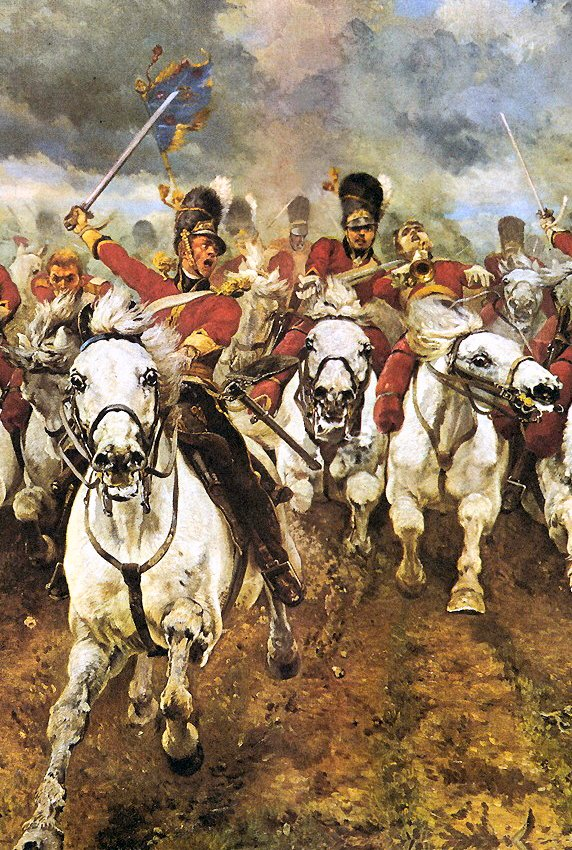
Центральная деталь

Элизабет Томпсон (по мужу Батлер, за которого она вышла замуж в 1877 году) была вдохновлена на эту картину как ответ на эстетические картины, которые ей сильно не понравились во время посещения галереи Гровенор. Она приобрела репутацию художницы-баталистки после положительного приёма её более ранних картин «Перекличка после боя, Крым», более известна как «Перекличка», 1874 года, посвящённой Крымской войне, и «Остатки армии» (1879), посвященной отступлению 1842 года из Кабула.
Хотя художница никогда лично не наблюдала сражения, ей было разрешено наблюдать за полком своего мужа во время тренировочных манёвров, вставая перед атакующими лошадьми, чтобы наблюдать за их движением. В действительности, однако, похоже, что «шотландские серые» не начали атаку галопом из-за пересечённой местности, а вместо этого продвигались быстрым шагом. Лошади, которые доминируют на картине, — это тяжёлые серые скакуны, которые, как утверждается, использовались полком на протяжении всей его истории до механизации, хотя в Ватерлоо (и ранее), похоже, у них были коричневые лошади, как и в других полках тяжёлой кавалерии, а название «серые» на самом деле происходит от серой униформы, которую носил полк в начале XVIII века. Медвежьи шапки во время боя прикрывались чёрными клеёнчатыми чехлами.
Название полотна происходит от боевого клича солдат: во время атаки серые кричали: «Теперь, мои мальчики, Шотландия навеки!».

## История
Картина была выставлена в Египетском зале на Пикадилли в 1881 году. Российский царь Николай II и германский кайзер Вильгельм II получили копии. Позже во время Первой мировой войны и британцы, и немцы использовали изображение в своих пропагандистских материалах. Шотландские серые был переделаны немцами в прусскую кавалерию. В 1888 году полковник Томас Уолтер Хардинг подарил картину Художественной галерее Лидса.

## В кинематографе
Полотно вдохновило эпизод атаки шотландской конницы в советско-итальянском художественном фильме «Ватерлоо» (1970) Сергея Бондарчука. Сцена атаки «шотландских серых» занимает около 5 минут экранного времени, в течение которых оператор Армандо Наннуцци неоднократно использует ракурс, соответствующий положению всадников на картине.